# Forêt nationale de Tonto
La forêt nationale de Tonto est une forêt fédérale protégée situé en Arizona, aux États-Unis.
Elle s'étend sur une surface de 11,627 km2 et a été créée en 1905.